# 色丹岛
色丹島（日语：／ Shikotan tō */?），俄称希科坦島或施科坦岛（羅馬化：Shikotan），是日俄爭議領土南千島群島（北方四岛）中的一個島嶼。現為俄罗斯实际控制，属远东联邦管区萨哈林州管辖；日本則認為應屬於北海道根室振興局管轄。日本宣称对该岛拥有主权，要求俄罗斯将包括该岛在内的南千岛群岛归还给日本。

## 名称
日俄名称均来自阿伊努语中的“シ・コタン”（大村）。在俄罗斯也有以它曲折的海岸线的特点而命名的菲古尔尼姆岛（Фигурным）、以发现者命名的施潘别尔加岛（Шпанберга）以及奇科坦岛（Чикотан）的名称。

## 历史
受鄂霍茨克文化影响的原住民阿伊努人至少在公元前1000年即已出现在岛上，考古发现贝壳堆有明显的鄂霍茨克文化痕迹。
1725年，当地土人与日本来者之间发生了武装冲突。俄国人在大北极探险首次发现了色丹岛在内的千岛群岛。1739年，马丁·斯庞贝里发现了色丹岛，俄国给予命名为“菲古尔尼姆岛”。1796年，威廉·罗伯特·布罗顿以发现者的斯庞贝里的俄化姓命名为“施潘别尔加岛”。在俄国对千岛群岛的描述中，色丹岛排为第20号岛屿。

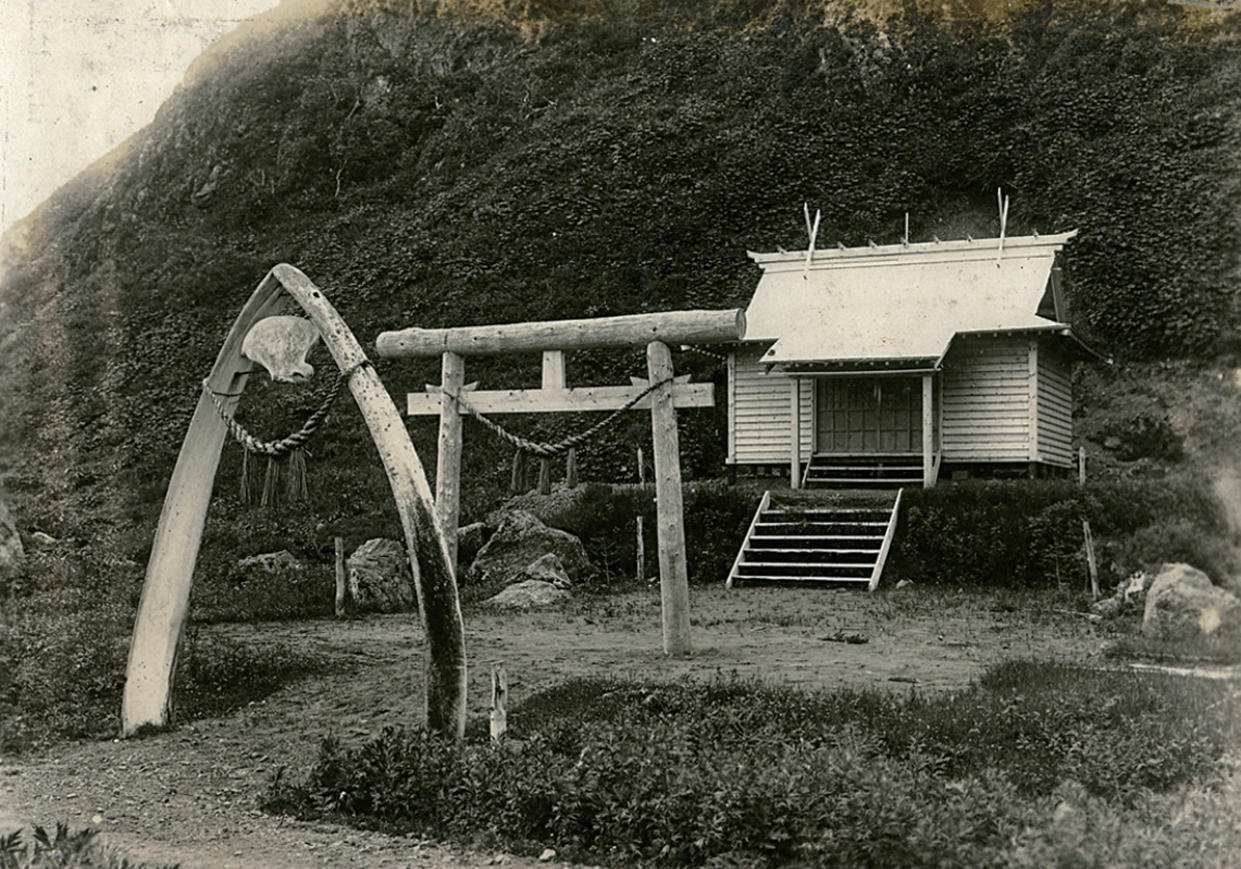
战前的色丹神社

1855年2月7日，《日露和亲条约》确定千岛群岛属日本而萨哈林岛属俄国。松前藩管理千岛群岛。1869年9月20日起，属北海道根室国花咲郡，由开拓使管辖。次年春，归增上寺寺社领；冬，复归开拓使管辖，成为德岛藩稻田邦植的领地。1871年废藩置县，取消开拓使的管辖。1882年，归根室县管理。当局担心阿伊努人风俗习惯被俄罗斯人同化，对日本巩固边疆有害，1884年7月11日，在当时无人的色丹岛上安置来自占守郡占守島、幌筵岛和羅處和島的91名阿伊努人，他们原本是漁撈民，重新安置的千岛阿伊努人获得了农田，并鼓励他们养牛养鱼，设置了斜古丹村。由于不熟悉生活方式和气候，迁住的阿伊努人人口急剧下降，有些渐被同化为日本人。1885年，改隶千島国色丹郡斜古丹村，置户长役场。1886年1月26日，废县置厅，归北海道厅管轄。1892年，从東北地方和北陸地方有移住，在斜古丹开设小学。次年，当地阿伊努人首领雅科夫·斯特罗佐夫带领下建立了一所东正教堂。1914年，土佐捕鯨株式会社进入；2年后，東洋捕鯨株式会社进入。1927年，开通了基干道路，3年后又开通了沿南部的道路。1933年，斜古丹村更名色丹村。
1945年9月1日，在千島群島登陸行動中，基执卡（Гижига）号布雷艇和两艘扫雷艇向岛上输送了一个步枪营，包括830人和两门炮。日驻军第4步兵旅和野战炮兵营共4,800名士兵和军官投降。1946年1月26日，GHQ 发布 SCAPIN-677 指令，停止日本对千岛群岛的管辖权。自1946年2月2日起，根据苏联最高苏维埃主席团法令，色丹群岛与其他千岛群岛和南萨哈林岛一起划入成立的南萨哈林州，作为哈巴罗夫斯克边疆区的一部分，将色丹在内的千岛群岛纳入苏联领土。1947年1月2日成为新成立的萨哈林州的一部分。8月，残留的日本住民经由萨哈林岛向北海道本土被強制送還。1956年，《苏日共同宣言》发布，苏联同意在和平条约签订后转让齿舞诸岛和色丹岛，疏散了一部分岛上的人口，色丹岛和志发岛的村委会废除，1960年又重新设置色丹岛村委会。1964年，苏联允许原在住日本居民参拜岛上的稻茂尻墓地和斜古丹墓地。
1991年苏联解体，俄罗斯继承管理。1992年2月开展北方四島交流事業。2004年俄羅斯曾打算歸還色丹島和齒舞群島的行政权，惟日本堅持四岛全部歸還而未達成一致。2014年12月，在岛上开放了南库里尔斯克中央医院色丹分院。2016年5月，俄罗斯向符合条件的人无偿提供北方領土土地。2017年8月，在色丹岛设立经济特区，免除关税和法人税。12月，日本政府「地震調查委員會」發布地震預測，預測該區可能會發生8.8規模強震。当地俄罗斯居民普遍反对归还北方四岛予日本。

## 地理

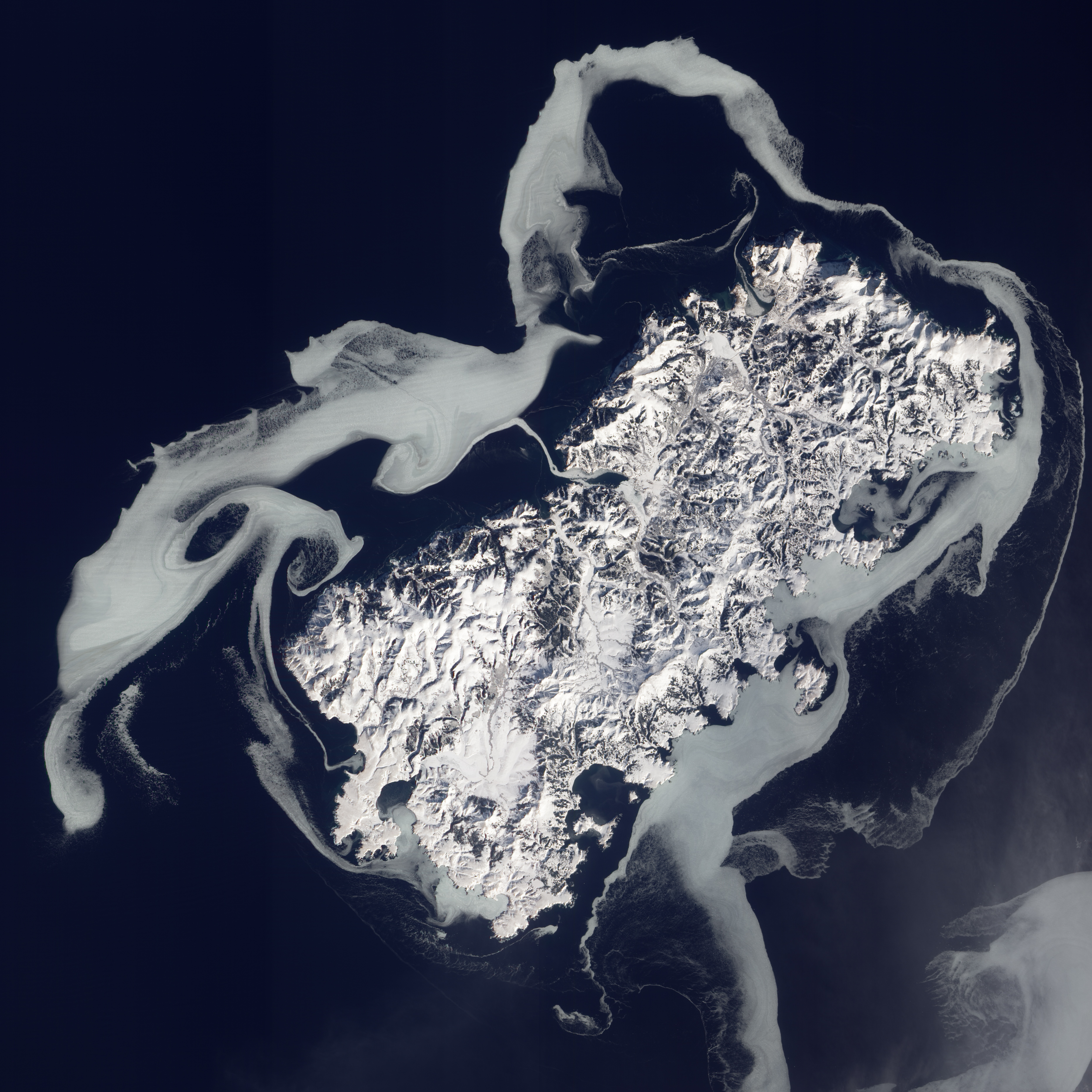
冬季形成浮冰

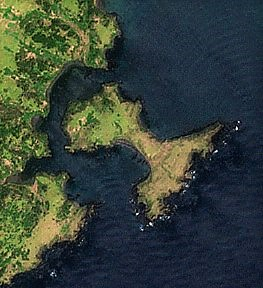
小岛（俄称艾瓦佐夫斯基岛）

色丹島面積為255.12平方千米，是南千岛群岛中较小的岛，面積僅大於齒舞群島。色丹岛和齿舞诸岛在地質上是根室半島於海中延伸露出水面的部份。位于纳沙布岬东北75公里处。地形为丘陵和山脉所覆盖，最高峰为标高412米的斜古丹山，363米的普洛斯卡亚山、357米的诺托里山和356米的托马里山跟随其后，没有活火山。
北部的马洛库里尔斯卡亚湾和中部的克拉博瓦亚湾面向南千岛海峡。南面海岸受到海洋侵蚀，形成锯齿状的海岸线和小海湾。西北57公里处隔着南千岛海峡是国后岛，隔色丹水道西南22公里有多乐岛和西南约20公里处的海马岛。含火成岩和堆积岩的白垩纪沉积物在色丹的西北海岸被发现。岛东北的世界边缘角伸入海中1公里，宽40-50米。
岛上降水充沛。戈罗贝茨（Горобец）河和奥斯特罗夫纳亚（Островная）河较长，盆地中分布着沼泽。阿纳马（Анама）河流入克拉博瓦亚湾，在入海口处形成小三角洲。奥特拉达（Отрада）河和斯沃博德纳亚（Свободная）河分别位于岛北部的两个盆地中。湖泊和小溪常见，有些溪流有小瀑布。
二十一世纪初在沿海水域有许多以前未命名的岛屿和岩石获名。过去命名的有小岛（艾瓦佐夫斯基岛）、格涅契科岛、大岛（格里加岛）、达里尼岛、杰外提瓦尔岛、法尔胡特季诺瓦岛、卡皮茨岛和谢列德尼岛作色丹岛的卫星岛分布在周围。

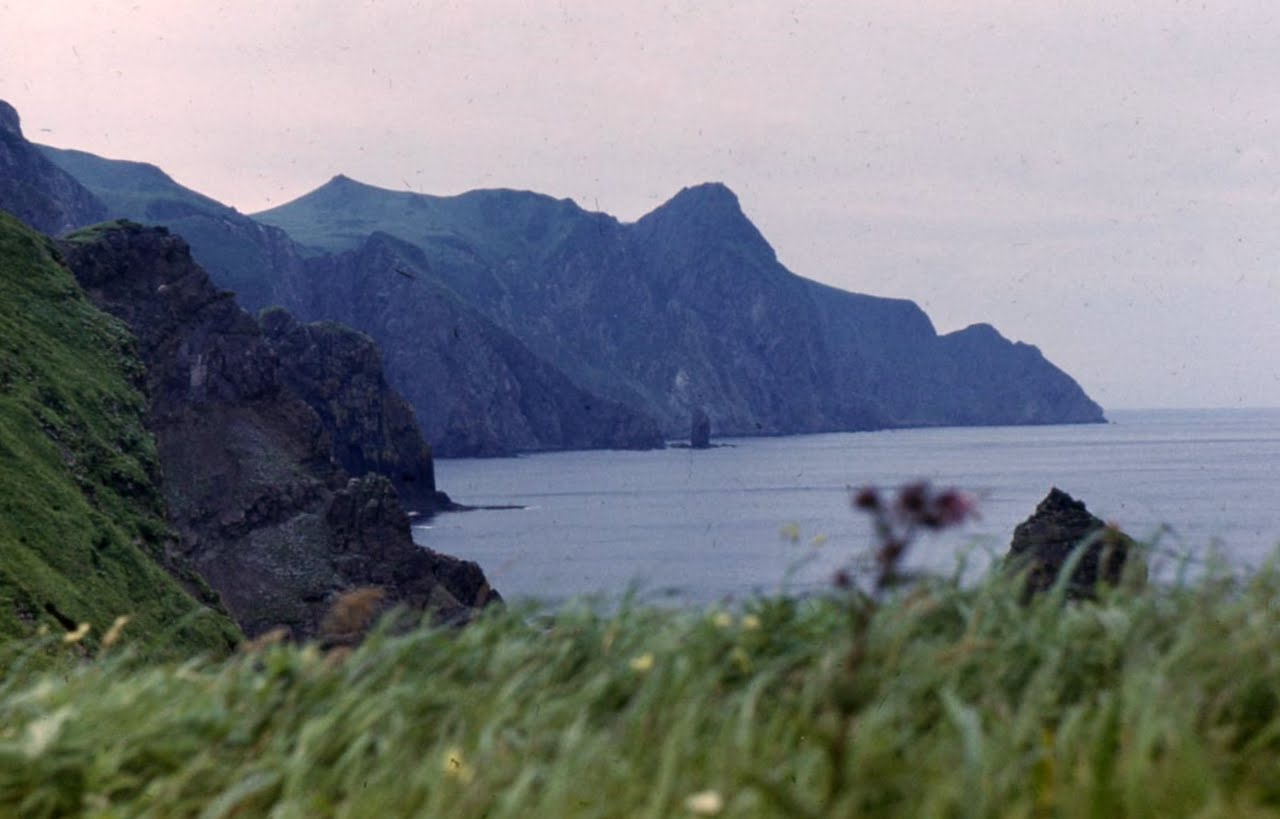
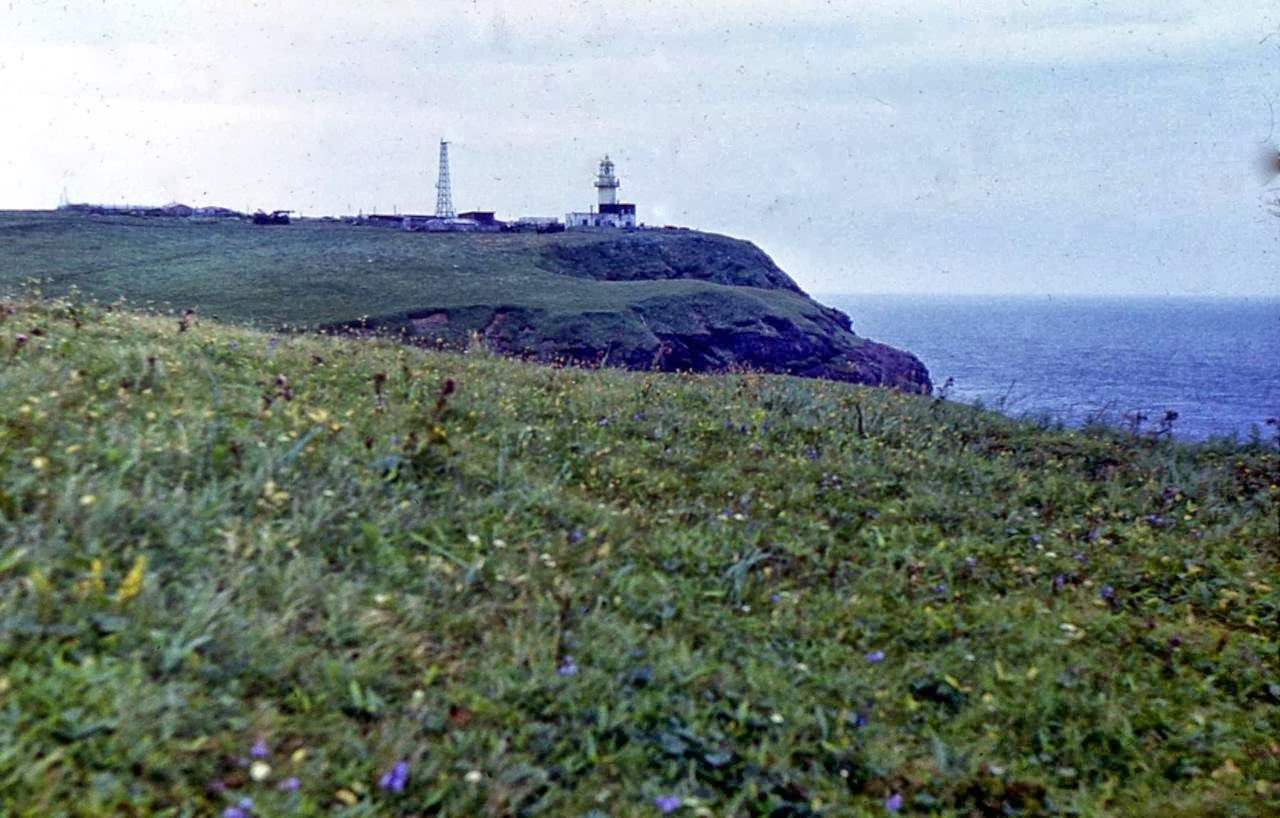
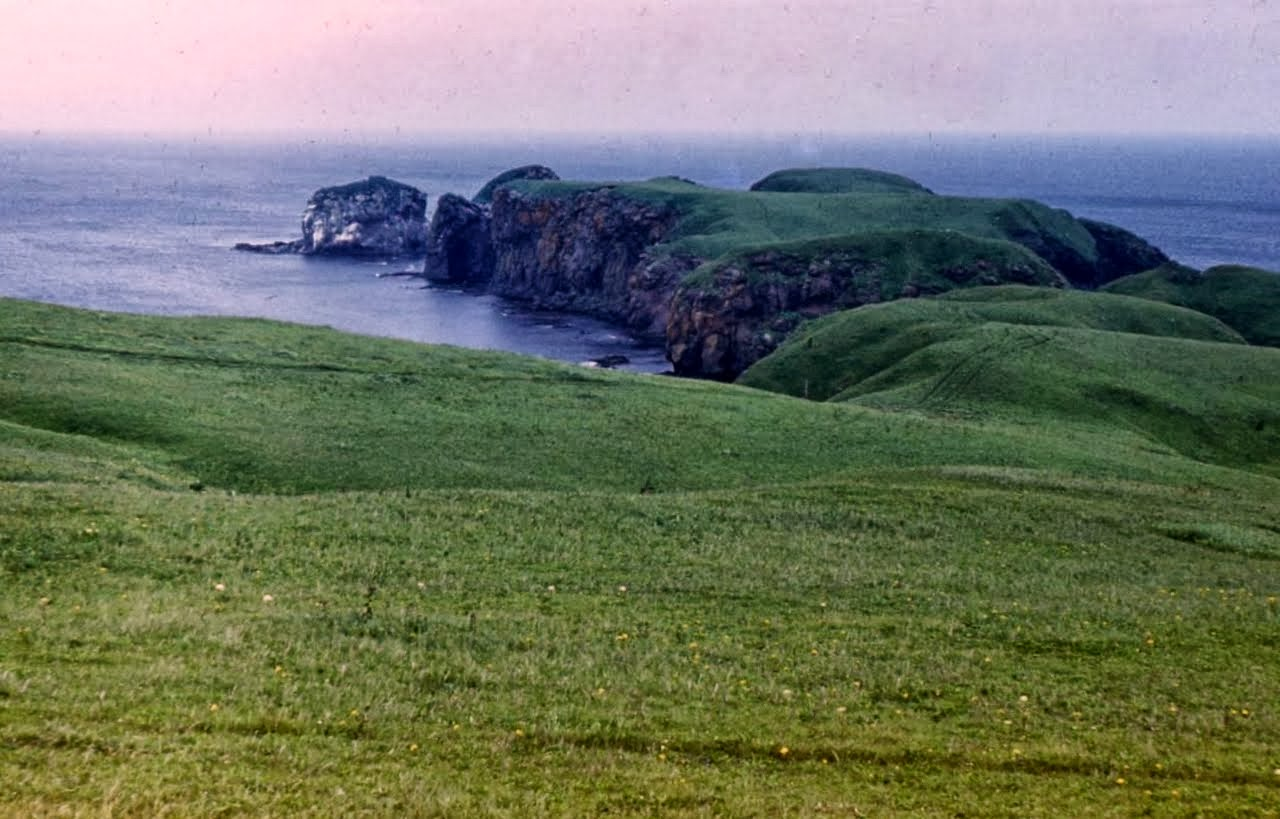

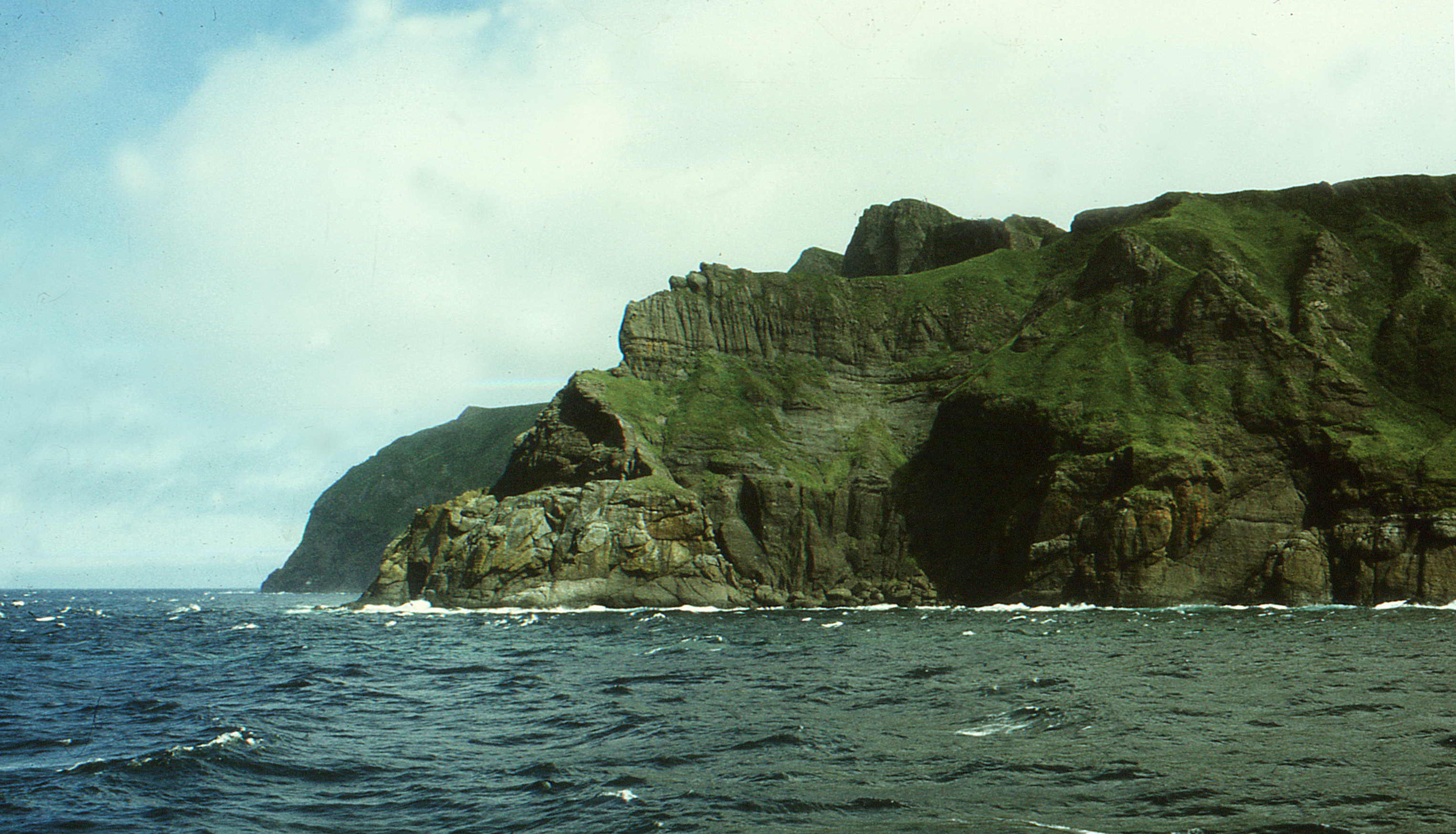
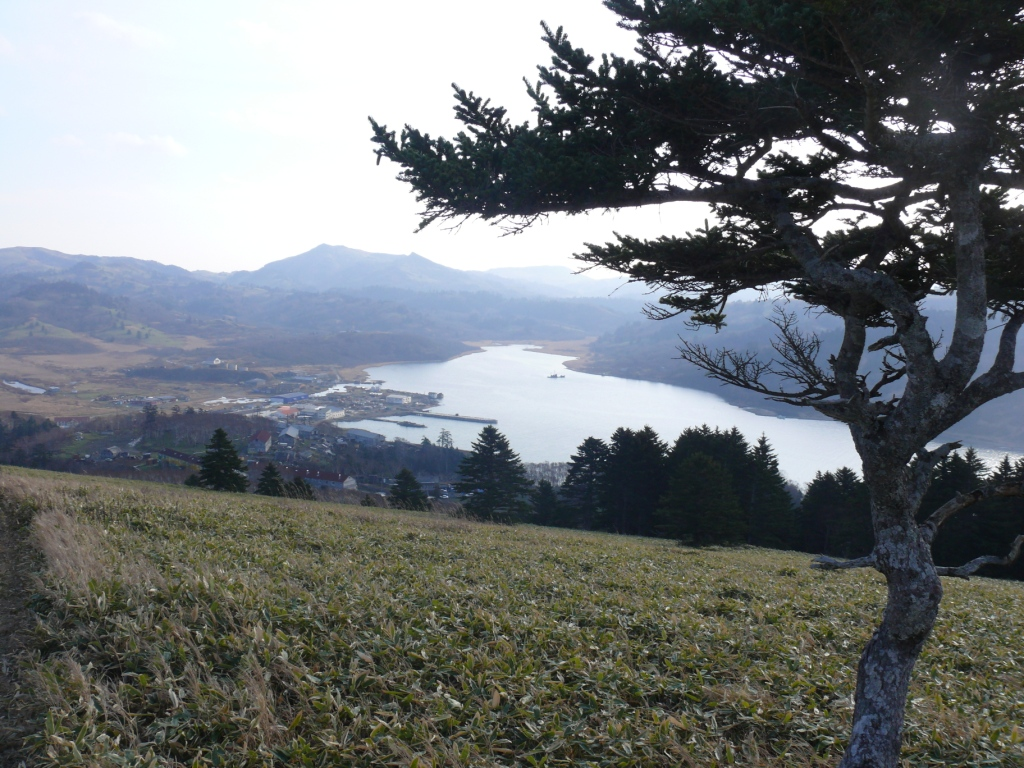

受季风影响的温带海洋气候，降水量平均为1,240毫米每年。东南海岸气候比西北部凉爽潮湿。西海岸被宗谷洋流的温暖海水加热，太平洋海岸由于寒冷的千岛洋流的海水而明显变冷。岛上夏天潮湿凉爽。最温暖的月份是八月，日平均气温达到16.3℃，相当舒适。岛上的冬天多雪，比大陆上温和。最冷月二月的平均气温为-5.2℃。年平均气温达5.2℃。大致相当于国后岛的温度状况。色丹岛年积温1,562℃，略低于国后岛1,700℃的年积温。色丹岛较小，年平均气温略高于国后岛。岛上的气候条件普遍有利于辅助农业，适于饲养牛、羊、鸡和兔。
| 马洛库里尔斯科格氣象數據 | 马洛库里尔斯科格氣象數據 | 马洛库里尔斯科格氣象數據 | 马洛库里尔斯科格氣象數據 | 马洛库里尔斯科格氣象數據 | 马洛库里尔斯科格氣象數據 | 马洛库里尔斯科格氣象數據 | 马洛库里尔斯科格氣象數據 | 马洛库里尔斯科格氣象數據 | 马洛库里尔斯科格氣象數據 | 马洛库里尔斯科格氣象數據 | 马洛库里尔斯科格氣象數據 | 马洛库里尔斯科格氣象數據 | 马洛库里尔斯科格氣象數據 |
| 月份                     | 1月                      | 2月                      | 3月                      | 4月                      | 5月                      | 6月                      | 7月                      | 8月                      | 9月                      | 10月                     | 11月                     | 12月                     | 全年                     |
| ------------------------ | ------------------------ | ------------------------ | ------------------------ | ------------------------ | ------------------------ | ------------------------ | ------------------------ | ------------------------ | ------------------------ | ------------------------ | ------------------------ | ------------------------ | ------------------------ |
| 历史最高温 °F（°C）      | 44.6 (7.0)               | 48.0 (8.9)               | 48.7 (9.3)               | 65.7 (18.7)              | 75.2 (24.0)              | 77.0 (25.0)              | 91.0 (32.8)              | 84.2 (29.0)              | 78.8 (26.0)              | 73.6 (23.1)              | 62.6 (17.0)              | 53.6 (12.0)              | 91.0 (32.8)              |
| 平均高温 °F（°C）        | 27.3 (−2.6)              | 26.4 (−3.1)              | 30.2 (−1.0)              | 42.3 (5.7)               | 49.5 (9.7)               | 54.5 (12.5)              | 61.0 (16.1)              | 65.3 (18.5)              | 62.4 (16.9)              | 54.7 (12.6)              | 44.8 (7.1)               | 34.2 (1.2)               | 46.0 (7.8)               |
| 日均气温 °F（°C）        | 23.7 (−4.6)              | 22.6 (−5.2)              | 26.1 (−3.3)              | 36.7 (2.6)               | 43.0 (6.1)               | 48.4 (9.1)               | 55.2 (12.9)              | 60.1 (15.6)              | 56.8 (13.8)              | 49.5 (9.7)               | 39.9 (4.4)               | 30.2 (−1.0)              | 41.2 (5.1)               |
| 平均低温 °F（°C）        | 20.5 (−6.4)              | 19.4 (−7.0)              | 22.6 (−5.2)              | 32.7 (0.4)               | 38.8 (3.8)               | 44.6 (7.0)               | 51.6 (10.9)              | 56.7 (13.7)              | 53.2 (11.8)              | 45.5 (7.5)               | 36.3 (2.4)               | 26.6 (−3.0)              | 37.4 (3.0)               |
| 历史最低温 °F（°C）      | −2.2 (−19.0)             | −11.0 (−23.9)            | 1.0 (−17.2)              | 12.2 (−11.0)             | 26.4 (−3.1)              | 33.8 (1.0)               | 37.0 (2.8)               | 43.2 (6.2)               | 37.0 (2.8)               | 23.0 (−5.0)              | 19.4 (−7.0)              | 8.2 (−13.2)              | −11.0 (−23.9)            |
| 平均降水量 （mm）        | 3.11 (78.9)              | 3.15 (80.1)              | 3.28 (83.2)              | 2.39 (60.8)              | 2.61 (66.2)              | 2.86 (72.7)              | 2.75 (69.9)              | 2.96 (75.1)              | 3.38 (85.8)              | 3.05 (77.4)              | 2.47 (62.8)              | 3.20 (81.3)              | 35.20 (894.2)            |
| 来源：                   |                          |                          |                          |                          |                          |                          |                          |                          |                          |                          |                          |                          |                          |

## 人口

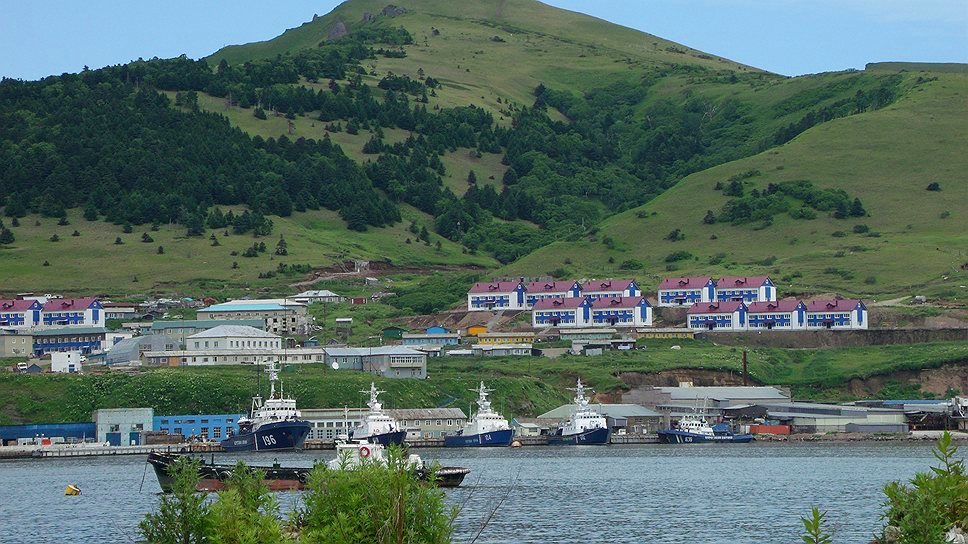
色丹島上的主要聚落色丹村

1945年8月，日本色丹郡的平民人口为1,038人，含日本人和阿伊努人。1946年，所有日本公民被驱逐到北海道。苏联末期人口达到顶峰的约7,500人。2006年人口925人，2014年人口约2,800人，2016年人口2,917人，2018年人口3,070人。人口锐减的主要原因是苏联解体后的经济危机，1994年色丹地震导致许多人离开。现代人口是20世纪下半叶与大陆移民交流的结果。进入21世纪，岛上人口再次开始增长。2012年，岛上出生了80名儿童。岛上民族构成中，80%是俄罗斯人，还有乌克兰人等其他民族。马洛库里尔斯科格（色丹村）1,873人，克拉博扎沃茨科耶（穴澗村）947人。

## 生物
色丹岛狭小的面积和低矮的海拔使当地动植物较千岛群岛少，但比小千岛群岛的其他岛屿更丰富。根据2002年的数据，岛上生长了663种高等维管植物；相比之下，国后岛有1067种，志发岛只有166种。更细致的研究使数目在2015年增到724种。千島笹不密集。海岸覆盖着海洋草甸。岛上的山丘也主要被草占据，有红豆杉、野葡萄、云杉、落叶松和桦树，还有落叶林区域。森林结构稀疏，在2010年约占该岛面积的23%，通常倾向生长于为宗谷海流影响并受到山脉的保护而较温暖的西侧，以免受寒冷的太平洋侧洋流的影响。上部有灌木沼泽，桤木林、沿海柳树和莎草草甸则在河谷和洪泛区占主导地位。在当地的植物中，漆树的花粉会对人体皮肤造成严重的刺激和溃疡。常见物种包括绣球花、科涅葡萄和狗枣猕猴桃。偃松无法承受年积温升高至2,000℃，橡树在十七至十八世纪的小冰河时代消失了。
在色丹岛最常见的捕食者是狐和白尾海雕，它们不会对人的生命构成直接威胁。与北海道、国后岛和择捉岛不同，色丹岛没有熊。色丹田鼠是岛上特有的物种，遍布全岛。2015年，岛上共记录有72种鸟类。杂色山雀、高山山雀属、旋木雀属等在岛上也有发现，鸳鸯和紫背椋鸟在岛上筑巢，海洋鸟类仅在狐狸无法进入的岩石悬崖地区筑巢。该岛以丰富的地甲虫种类而著称，根据俄罗斯研究人员的最新数据，其中有72种，这个列表在不断增长。早些时候，日本昆虫学家引用了属于16属的35个物种。岛上没有长虫。石斑海豹和斑海豹等鳍足类栖在沿海，色丹岛是千岛群岛中海豹最多的岛。遠東紅點鮭、粉紅鮭和大马哈鱼经常在兹沃兹德尼（Звёздный）溪产卵。周边海水有丰富的海洋生物资源，有70多种鱼类还有螃蟹、海参、海胆等。